# 薩沃島
薩沃島(英語：Savo Island)是所羅門群島的火山島，位於瓜達爾卡納爾島北端的東北方，距離首都霍尼亞拉125公里，政治上由中部群島省負責管轄，最高點海拔高度485米，島上的火山在1835年至1850年間曾經爆發。根據世界火山觀測組織的數據， 薩沃島火山活動週期為100至300年間。

## 参看
- 萨沃岛海战